# Aglianese Calcio 2002-2003
Questa voce raccoglie le informazioni riguardanti  l'Aglianese Calcio nelle competizioni ufficiali della stagione 2002-2003.

## Rosa
| N. |                         | Ruolo | Calciatore           |
| -- | ----------------------- | ----- | -------------------- |
|    | Italia (bandiera)       | C     | Massimiliano Allegri |
|    | Italia (bandiera)       | C     | Luca Balducci        |
|    | Sierra Leone (bandiera) | C     | Momoh Bangura        |
|    | Italia (bandiera)       | P     | Gianni Careri        |
|    | Italia (bandiera)       | D     | Sergio Carnesalini   |
|    | Italia (bandiera)       | C     | Claudio Donati       |
|    | Ghana (bandiera)        | A     | Bismark Ekye         |
|    | Italia (bandiera)       | C     | Filippo Gattari      |
|    | Italia (bandiera)       | D     | Gabriele Geminiani   |
|    | Italia (bandiera)       | D     | Marco Giunta         |
|    | Italia (bandiera)       | A     | Ivan Graziani        |
|    | Italia (bandiera)       | A     | Giuseppe Le Noci     |

| N. |                   | Ruolo | Calciatore                 |
| -- | ----------------- | ----- | -------------------------- |
|    | Italia (bandiera) | P     | Guido Lippi                |
|    | Italia (bandiera) | A     | Giovanni Longobardi        |
|    | Italia (bandiera) | C     | Mirko Maretti              |
|    | Italia (bandiera) | A     | Edoardo Micchi             |
|    | Italia (bandiera) | C     | Federico Nofri Onofri      |
|    | Italia (bandiera) | C     | Stefano Rondinella         |
|    | Italia (bandiera) | A     | Giovanni Rossi             |
|    | Italia (bandiera) | A     | Cosimo Sarli               |
|    | Italia (bandiera) | D     | Giovanni Battista Scugugia |
|    | Italia (bandiera) | D     | Giammario Specchia         |
|    | Italia (bandiera) | D     | Daniele Taschini           |
|    | Italia (bandiera) | C     | Gianluca Viscido           |